# Epimutation
Eine Epimutation (lat. mutare „ändern, verwandeln“) sowie altgriechisch ὲπΐ (epi – „dazu“, außerdem als Präfix) ist eine nicht dauerhafte Veränderung des Erbgutes.
Der Fachbegriff Epimutation wurde von Biologen der Duke-Universität in Durham (North Carolina, USA) und des Campus Mare Nostrum in Murcia (Spanien) für im Jahre 2013 entdeckte nur zeitweise wirkende Resistenzmechanismen in Mikroorganismen etabliert. Bakterien und Pilze können kurzfristig der Wirkung von Medikamenten ausweichen. Der bekannteste Resistenzmechanismus besteht in dauerhaften Erbgutveränderungen. An einem Pilz, dem Krankheitserreger Mucor circinelloides fiel auf, dass er sich vor dem Pilzgift Tacrolimus schützt, indem er das Gen FKBP12 vorübergehend abschaltet mithilfe kleiner Erbgut-Schnipsel (vgl. RNA-Interferenz). Die RNA-Moleküle schalteten gezielt nur das Gen FKBP12 ab. Die Abschaltung kann der Pilz jederzeit zurücknehmen.